# Hoofdklasse (mannenhandbal) 1969/70
De Hoofdklasse was de hoogste afdeling van het Nederlandse handbal bij de heren op landelijk niveau. In het seizoen 1969/1970 werd Sittardia landskampioen.

## Teams
| Club          | Plaats    | Provincie     |
| ------------- | --------- | ------------- |
| AHC '31       | Amsterdam | Noord-Holland |
| ESCA          | Arnhem    | Gelderland    |
| Niloc         | Amsterdam | Noord-Holland |
| Olympia HGL   | Hengelo   | Overijssel    |
| Operatie '55  | Den Haag  | Zuid-Holland  |
| Sittardia     | Sittard   | Limburg       |
| Swift Arnhem  | Arnhem    | Gelderland    |
| Vlug en Lenig | Geleen    | Limburg       |

## Stand
| Pos | Team          | Wed | W  | G | V | Ptn | DV  | DT  | +/− | Opmerking                                            |
| --- | ------------- | --- | -- | - | - | --- | --- | --- | --- | ---------------------------------------------------- |
| 1   | Sittardia     | 14  | 11 | 1 | 2 | 23  | 255 | 183 | +72 | Deelname Europees kampioenschap voor landskampioenen |
| 2   | Vlug en Lenig | 14  | 5  | 4 | 5 | 14  | 156 | 147 | +9  |                                                      |
| 3   | Niloc         | 14  | 5  | 0 | 9 | 10  | 167 | 199 | −32 |                                                      |
| 4   | AHC '31       | 14  | 5  | 4 | 5 | 14  | 185 | 194 | −9  |                                                      |
| 5   | ESCA          | 14  | 5  | 2 | 7 | 12  | 168 | 190 | −22 |                                                      |
| 6   | Swift Arnhem  | 14  | 8  | 1 | 5 | 17  | 186 | 172 | +14 |                                                      |
| 7   | Olympia HGL   | 14  | 5  | 1 | 8 | 11  | 179 | 194 | −15 |                                                      |
| 8   | Operatie '55  | 0   | 0  | 0 | 0 | 0   | 0   | 0   | 0   | Degradatie naar de Eerste divisie                    |

## Uitslagen
| Thuis \ Uit   | AHC   | ESC   | NIL   | OLY   | OPE   | SIT   | SWA   | V&L   |
| ------------- | ----- | ----- | ----- | ----- | ----- | ----- | ----- | ----- |
| AHC '31       |       | 10–13 | 16–18 | 18–17 | 21–8  | 12–16 | 7–8   | 15–13 |
| ESCA          | 9–13  |       | 15–15 | 10–11 | 13–10 | 13–16 | 10–7  | 7–10  |
| Niloc         | 15–17 | 15–9  |       | 14–12 | 29–15 | 13–16 | 11–20 | 14–11 |
| Olympia HGL   | 11–11 | 7–8   | 10–13 |       | 12–9  | 11–12 | 18–11 | 15–9  |
| Operatie '55  | 7–27  | 11–13 | 15–23 | 12–11 |       | 9–29  | 15–16 | 7–12  |
| Sittardia     | 18–10 | 23–12 | 21–16 | 28–10 | 28–16 |       | 21–10 | 13–10 |
| Swift Arnhem  | 14–18 | 9–11  | 11–13 | 12–10 | 21–9  | 6–12  |       | 16–11 |
| Vlug en Lenig | 9–9   | 14–12 | 20–8  | 18–12 | 27–8  | 11–10 | 17–9  |       |

|                     |
|                     |
| Sittardia 4de titel |

Nederlands kampioen zaalhandbal:
1954 · 1955 · 1956 · 1957  · 1958 · 1959 · 1960 · 1961 · 1962
Hoofdklasse:
1962/63 ·1963/64 · 1964/65 · 1965/66 · 1966/67 · 1967/68 · 1968/69 · 1969/70 · 1970/71 · 1971/72 · 1972/73 · 1973/74 · 1974/75 · 1975/76 · 1976/77
Eredivisie:
1977/78 · 1978/79 · 1979/80 · 1980/81 · 1981/82 · 1982/83 · 1983/84 · 1984/85 · 1985/86 · 1986/87 · 1987/88 · 1988/89 · 1989/90 · 1990/91 · 1991/92 · 1992/93 · 1993/94 · 1994/95 · 1995/96 · 1996/97 · 1997/98 · 1998/99 · 1999/00 · 2000/01 · 2001/02 · 2002/03 · 2003/04 · 2004/05 · 2005/06 · 2006/07 · 2007/08 · 2008/09 · 2009/10 · 2010/11 · 2011/12 · 2012/13 · 2013/14 · 2014/15 · 2015/16 · 2016/17 · 2017/18 · 2018/19 · 2019/20 · 2020/21 · 2021/22 · 2022/23 · 2023/24
Next Handball League
2024/25
Kampioenspoule / HandbalNL League (nacompetitie Super Handball League ):
2015 · 2016 · 2017 · 2018 · 2019 · 2020 · 2021 · 2022 · 2023 · 2024 · 2025